# Le Caylar
Le Caylar é uma comuna francesa na região administrativa de Occitânia, no departamento de Hérault. Estende-se por uma área de 22,08 km². Em 2010 a comuna tinha 465 habitantes (densidade: 21,1 hab./km²).